# Tweede Kamerverkiezingen in het kiesdistrict Grave (1848-1850)
Tweede Kamerverkiezingen in het kiesdistrict Grave (1848-1850) geeft een overzicht van verkiezingen voor de Nederlandse Tweede Kamer in het kiesdistrict Grave in de periode 1848-1850.
Het kiesdistrict Grave werd ingesteld na de grondwetsherziening van 1848.  Tot het kiesdistrict behoorden de volgende gemeenten: Beers, Berghem, Beugen en Rijkevoort, Boxmeer, Cuijk, Deursen en Dennenburg, Dieden, Demen en Langel, Escharen, Gassel, Grave, Haps, Herpen, Huisseling en Neerloon, Linden, Maashees, Megen, Haren en Macharen, Mill en Sint Hubert, Oeffelt, Oijen en Teeffelen, Oploo, Sint Anthonis en Ledeacker, Oss, Ravenstein, Reek, Sambeek, Schaijk, Uden, Velp, Vierlingsbeek, Wanroij en Zeeland.
Het kiesdistrict Grave koos één lid van de Tweede Kamer.
Legenda
- cursief: in de eerste verkiezingsronde geëindigd op de eerste of tweede plaats, en geplaatst voor de tweede ronde;
- vet: gekozen als lid van de Tweede Kamer.

## 30 november 1848
De verkiezingen werden gehouden na ontbinding van de Tweede Kamer, na inwerkingtreding van de herziene grondwet.
|                  | 30 november |
| ---------------- | ----------- |
| Kiesgerechtigden | 959         |
| Opkomst          | 767         |
| Geldige stemmen  | 763         |
| Blanco stemmen   | 0           |
| Kandidaten       |             |
| J.B.J. Hengst    | 412         |
| R.J.N. Walter    | 242         |
| J.L.A. Luyben    | 88          |

## Opheffing
In 1850 werd het kiesdistrict Grave opgeheven. Het grootste deel van het gebied van het kiesdistrict werd toegewezen aan het nieuw ingestelde kiesdistrict Boxmeer.